# Jørn Bach
Jørn Bach (født 27. juli 1957 i Ribe) er en dansk tidligere fodboldspiller, som også har haft en karriere som fodboldtræner.

## Spillerkarriere
Som aktiv fodboldspiller spillede Bach for Esbjerg fB, og er med 325 kampe den spiller som har spillet femtendeflest kampe for klubben gennem tiden. Han er med sine 49 mål den som har scoret tolvteflest mål for Esbjerg fB.
Bach var som aktiv med til at vinde bronze (1977), sølv (1978) og guld (1979) i kampen om Danmarksmesterskabet. Desuden var han med til at spille klubben i pokalfinalen i 1985.

## Trænerkarriere
Som træner har Jørn Bach stået for holdene Rødding IF, Vejen, Sædding-Guldager, og var cheftræner for Esbjerg fB fra 1993 til 1997. Han har desuden i en årrække været instruktør i JBU.
Har fra 1. januar 2010 - 2013 været træner for Varde Idrætsforening, der dengang spillede i 2. division vest.